# 마사빌레
마사빌레는 대한민국의 음악 그룹이다. 2017년 싱글 앨범 [세 단어 여덟 글자]로 데뷔했다.

## 음반
- 세 단어 여덟 글자 (2017)
- 비가 (2017)